# Cinclodes taczanowskii
La remolinera costera peruana, churrete marisquero o remolinera de Taczanowski (Cinclodes taczanowskii), es una especie de ave paseriforme perteneciente al género Cinclodes de la familia Furnariidae. Es endémica de la costa de Perú. 

## Distribución y hábitat
Se distribuye por la costa rocosa del centro y sur de Perú, desde Áncash hacia el sur hasta Tacna, donde es considerada localmente bastante común.

## Sistemática

### Descripción original
La especie C. taczanowskii fue descrita originalmente por los ornitólogos alemán Hans von Berlepsch y polaco Jean Stanislaus Stolzmann en el año 1892, bajo el mismo nombre científico; su localidad tipo es: «Chorillos, cerca de Lima, Perú».

### Etimología
El nombre genérico masculino «Cinclodes» deriva del género Cinclus, que por su vez deriva del griego «kinklos»: ave desconocida a orilla del agua, y «oidēs»: que recuerda, que se parece; significando «que se parece a un Cinclus»; y el nombre de la especie «taczanowskii», conmemora al ornitólogo polaco Władysław Taczanowski (1819–1890).

### Taxonomía
Los amplios estudios de las relaciones filogenéticas dentro género Cinclodes realizadas por Chesser (2004a), concluyeron por una nueva relación linear de las especies y sugieren que la presente especie debería ser tratada como conespecífica con Cinclodes nigrofumosus, con base en la muy débil distancia genética entre ellas, consistente con el bajo grado de diferenciación morfológica y comportamental entre estas dos especies hermanas, lo que ya había sido sugerido por autores anteriores. Estudios genético-moleculares posteriores de la familia Furnariidae corroboran lo expuesto e indican que este par es hermano de Cinclodes patagonicus.
La presente y C. nigrofumosus difieren en su mentón y garganta pardos estriados de blanco y no blancos punteados de oscuro; el estriado blanco inferior más tenue; el plumaje pardo más pálido por arriba y por abajo; y tamaño algo menor. Serían interesantes estudios de las condiciones donde las dos especies se aproximan geográficamente. Es monotípica.